# Aplasta rubellata
Aplasta rubellata är en fjärilsart som beskrevs av De Villers 1789. Aplasta rubellata ingår i släktet Aplasta och familjen mätare. Inga underarter finns listade i Catalogue of Life.